# Аттіла-завойовник (мінісеріал)
«Аттіла-завойовник» (англ. Attila; у Великій Британії — «Аттіла Гун») — американський історичний 2-х серійний міні-серіал 2001 року про епоху занепаду Західної Римської імперії і нашестя гунів на Європу.

## Сюжет
V століття від Різдва Христового. Незважаючи на корупцію, політичні чвари, війни і навали варварів Західна Римська імперія залишається наймогутнішою на землі.
Хлопчик Аттіла примудряється перемогти двох дорослих ворогів і сховатися в степу. Завдяки цьому подвигу він починає набувати вплив серед гунів. Його старший брат Бледа зі словами «Цієї ночі я покладу початок новому племені гунів — з рудим волоссям» забирає у Аттіли його наречену для своїх утіх. Аттіла знаходить міфічний «меч долі», викликає Бледа на двобій і перемагає його з допомогою шаманки, яка взяла на себе біль Аттіли. Наречена Аттіли вмирає при пологах. Дізнавшись про нашестя гунів римський імператор Валентиніан, за порадою матері звільняє з ув'язнення полководця Флавія Аеція, що мав справу з гунами. Аецій і Аттіла об'єднуються і зустрічаються в битві з королем вестготів Теодоріхом. Гонець Аеція до Аттіли гине, але вождь гунів правильно вгадує момент атаки і громить Теодоріха. Аецій нав'язує готам важкі умови миру.
Аттіла відвідує Рим і після атаки на Східну Римську імперію, починає наступ на Рим. Аецій перебуваючи в Константинополі помічає дівчину, як дві краплі води схожу на померлу дружину Аттіли і посилає її до вождя гунів. Дівчина ненавидить гунів, так як вони вбили її рідних. Аецій об'єднується з Теодоріхом. Вождь готів вимагає повернути йому доньку, яку Аецій удочерив. Заради Риму полководцю доводиться пожертвувати найдорожчим. Тим часом Аттіла бере римську фортецю, правильно вгадавши слабке місце в стіні.
Римляни і вестготи зустрічаються з гунами в битві на пагорбах. Римляни відбивають атаку гунів Аттіла посилає частину армії проти вестготів. Аецій розгадує задум Аттіли, але все ж посилає підмогу Теодоріху, після чого Аттіла веде людей у вирішальну атаку на римлян. За наказом Аеція його ад'ютант пускає стрілу Теодоріху в спину. Втративши короля готи в люті відкидають гунів, в той час як контратака римлян змушує відступити гунів. Меч долі ламається в руках Аттіли. Гуни йдуть, але вестготи теж залишають римлян. Зброєносець Аттіли відновлює йому меч, але скористатися ним вождь не встигає — в першу шлюбну ніч дружина Аттіли підмішує йому у вино отруту. Під час нагородження Валентиніан пронизує мечем Аеція.

## У ролях
- Джерард Батлер — Аттіла
- Пауерс Бут — Флавій Аецій
- Симона Джейд Макіннон — Кара/Ільдіко
- Рег Роджерс — імператор Валентиніан III
- Еліс Кріге — Галла Плацидія
- Паулін Лінч — Гален
- Стівен Беркофф — Ругіла
- Ендрю Плевін[en] — воєначальник Флавій Орест
- Томмі Фленаган — Бледа
- Кірсті Мітчелл[en] — Гонорія
- Джонатан Гайд — Флавій Констанцій Фелікс
- Тім Каррі — Феодосій II
- Джанет Генфрі[en] — Пульхерія
- Ліам Каннінгем — Теодоріх I
- Ролло Уїкс[en] — Аттіла в дитинстві
- Річард Ламсден[en] — Петроний Максим
- Марк Летхерен[en] — Торисмунд
- Джойлон Бейкер — Мундзук
- Девід Бейлі[en] — Шаман